# Zotoltepec
Zotoltepec är en ort i Mexiko.   Den ligger i kommunen Chignahuapan och delstaten Puebla, i den sydöstra delen av landet, 110 km öster om huvudstaden Mexico City. Zotoltepec ligger 2 566 meter över havet och antalet invånare är 101.
Terrängen runt Zotoltepec är kuperad, och sluttar österut. Runt Zotoltepec är det ganska tätbefolkat, med 52 invånare per kvadratkilometer. Närmaste större samhälle är Chignahuapan, 13,7 km öster om Zotoltepec. Omgivningarna runt Zotoltepec är i huvudsak ett öppet busklandskap.